# Time 100: The Most Important People of the Century

Logo de la revista Time.

«Time 100: The Most Important People of the Century» és un llista de les 100 persones més rellevants del segle XX publicada el 1999 per la revista Time, una classificació que va assolir gran renom pel prestigi de la revista i dels seus reculls de celebritats. La tria dels personatges va ser criticada pel seu biaix massa anglocentrista. Albert Einstein va ser escollit com la persona amb més influència i la resta de nominats es va dividir en cinc categories:

## Líders polítics
- David Ben-Gurion
- Ho Chi Minh
- Winston Churchill
- Mohandas Gandhi
- Mikhaïl Gorbatxov
- Adolf Hitler
- Martin Luther King
- Ruhol·lah Khomeini
- Lenin
- Nelson Rolihlahla Mandela
- Joan Pau II
- Ronald Reagan
- Eleanor Roosevelt
- Franklin Delano Roosevelt
- Theodore Roosevelt
- Margaret Thatcher
- L'home del tanc de Tiananmen
- Margaret Sanger
- Lech Wałęsa
- Mao Zedong

## Món de les arts i l'espectacle
- Louis Armstrong
- Lucille Ball
- The Beatles
- Marlon Brando
- Coco Chanel
- Charlie Chaplin
- Le Corbusier
- Bob Dylan
- T. S. Eliot
- Aretha Franklin
- Martha Graham
- Jim Henson
- James Joyce
- Pablo Picasso
- Richard Rodgers
- Bart Simpson
- Frank Sinatra
- Steven Spielberg
- Ígor Stravinski
- Oprah Winfrey

## Innovadors
- Stephen David Bechtel
- Leo Burnett
- Willis Carrier
- Walt Disney
- Henry Ford
- Bill Gates
- Amadeo Giannini
- Ray Kroc
- Estee Lauder
- William Levitt
- Lucky Luciano
- Louis Burt Mayer
- Charles Merrill
- Akio Morita
- Walter Reuther
- Pete Rozelle
- David Sarnoff
- Juan Trippe
- Sam Walton
- Thomas John Watson

## Científics i pensadors
- Leo Baekeland
- Tim Berners-Lee
- Rachel Carson
- James Watson
- Albert Einstein
- Philo Farnsworth
- Enrico Fermi
- Alexander Fleming
- Sigmund Freud
- Robert Goddard
- Kurt Gödel
- Edwin Hubble
- John Maynard Keynes
- Mary Leakey
- Jean Piaget
- Jonas Salk
- William Shockley
- Alan Turing
- Ludwig Wittgenstein
- Germans Wright

## Icones
- Muhammad Ali
- Cos de Marines dels Estats Units d'Amèrica
- Diana de Gal·les
- Anne Frank
- Billy Graham
- Che Guevara
- Edmund Percival Hillary
- Helen Keller
- Família Kennedy
- Bruce Lee
- Charles Lindbergh
- Harvey Milk
- Marilyn Monroe
- Teresa de Calcuta
- Emmeline Pankhurst
- Rosa Parks
- Edison Arantes do Nascimento
- Andrei Sàkharov
- Jackie Robinson
- Bill Wilson